# Gerald Wilson
Gerald Wilson (4. září 1918 Shelby, Mississippi, USA – 8. září 2014 Los Angeles, Kalifornie, USA) byl americký jazzový trumpetista, hudební skladatel a aranžér. V roce 1939 nastoupil do orchestru Jimmieho Lunceforda, kde působil jako aranžér a trumpetista. Jako aranžér pracoval i s dalšími hudebníky, mezi něž patří Dizzy Gillespie, Lionel Hampton nebo Sarah Vaughan. Od čtyřicátých let měl vlastní skupiny. V roce 1990 získal ocenění NEA Jazz Masters. V roce 2006 jeho tvorbu zahrál Wynton Marsalis při koncertě v Lincoln Center Jazz Orchestra, který Wilson dirigoval. Zemřel v roce 2014 na zápal plic ve věku 96 let. Jeho synem byl jazzový kytarista Anthony Wilson.